# Chalatenango Centro
Chalatenango Centro es uno de los 44 municipios en los que se encuentra dividido El Salvador y pertenece al Departamento de Chalatenango. Limita al Norte con Chalatenango Norte y la República de Honduras, al oeste con Santa Ana Norte, al este con Chalatenango Sur y al sur con Santa Ana Centro, La Libertad Norte, San Salvador Norte y Cuscatlán Norte. Fue creado el 13 de junio de 2023 y está conformado por los distritos de Agua Caliente, Dulce Nombre de María, El Paraíso, La Reina, Nueva Concepción, San Fernando, San Francisco Morazán, San Rafael, Santa Rita y Tejutla, de los cuales, 4 tienen el título de ciudad, 3 el de villa y 3 el de pueblo. Nueva Concepción, es la ciudad más poblada del municipio, la cual se encuentra a una distancia de 70 kilómetros de la ciudad de San Salvador.
Con una extensión territorial de 1,018.45 km², Chalatenango Centro es el segundo municipio más grande de  El Salvador, sólo por detrás de La Unión Norte. Además, posee más territorio que dos departamentos, San Salvador (886.15 km²) y Cuscatlán (756.19 km²).

## División administrativa
El municipio está dividido políticamente en 10 distritos, 4 ciudades, 3 villas y 3 pueblos, 73 cantones y 296 caseríos, de acuerdo al detalle siguiente:
| Distrito              | Área Km2 | Población | Cantones | Caseríos |
| Nueva Concepción      | 257.49   | 31,970    | 10       | 72       |
| Tejutla               | 107.48   | 13,608    | 15       | 53       |
| La Reina              | 133.50   | 10,214    | 7        | 30       |
| Agua Caliente         | 195.74   | 7,037     | 7        | 45       |
| Dulce Nombre de María | 54.04    | 8,987     | 9        | 36       |
| El Paraíso            | 52.14    | 12,078    | 3        | 7        |
| San Fernando          | 44.03    | 2,593     | 5        | 12       |
| San Francisco Morazán | 97.17    | 3,919     | 9        | 20       |
| San Rafael            | 23.72    | 4,267     | 4        | 13       |
| Santa Rita            | 53.14    | 5,985     | 4        | 8        |
| TOTALES               | 1,018.45 | 100,658   | 73       | 296      |